# Jean Forestier
Jean Forestier (Lione, 7 ottobre 1930) è un ex ciclista su strada e pistard francese.
Professionista dal 1952 al 1965, vinse la Parigi-Roubaix nel 1955 e il Giro delle Fiandre nel 1956, risultando il più antico vincitore di entrambe le monumento in vita. È risultato vincitore, inoltre, di quattro tappe al Tour de France, in cui nel 1957 si aggiudicò anche la Classifica punti e indossò per due giorni la maglia gialla.

## Palmarès
- 1952

Grand Prix de Thizy
- 1953

Grand Prix de Thizy
Grand Prix du comptoir des tissus / Valence
Grand Prix de Vals les Bains
1ª tappa Circuit des Six Provinces (Lione > Roanne)
Polymultipliée Lyonnaise
- 1954

Grand Prix de Vals les Bains
Grand Prix de Thizy
1ª tappa Tour de Romandie (Le Locle > Champéry)
Classifica generale Tour de Romandie
16ª tappa Tour de France (Le Puy-en-Velay > Lione)
4ª tappa Circuit des Six Provinces
6ª tappa Circuit des Six Provinces
- 1955

Parigi-Roubaix
Grand Prix de Cannes
Grand Prix d'Europe
2ª tappa Tour du Sud-Est (Nîmes > Vals-les-Bains)
20ª tappa Tour de France (Bordeaux > Poitiers)
- 1956

Giro delle Fiandre
Grand Prix d'Europe
16ª tappa Tour de France (Aix-en-Provence > Gap)
- 1957

Critérium National de la Route
Grand Prix d'Europe
2ª tappa Tour de Romandie (Porrentruy > Ginevra)
3ª tappa, 2ª semitappa Tour de Romandie (Martigny > Martigny, cronometro)
Classifica generale Tour de Romandie
8ª tappa Critérium du Dauphiné Libéré (Saint-Gervais-les-Bains > Ginevra, cronometro)
- 1958

7ª tappa, 1ª semitappa Critérium du Dauphiné Libéré (Décines > Bourgoin, cronometro)
- 1959

Omloop der Vlaamse Gewesten
- 1961

8ª tappa Tour de France (Chalon-sur-Saône > Saint-Étienne)
- 1962

1ª tappa Tour du Var (Saint-Raphaël > Draguignan)
Classifica generale Tour du Var

### Altri successi
- 1952

Criterium di Lione
- 1953

Criterium di Gueugnon
- 1954

Criterium di Chalon-sur-Saône
Criterium di Vals-les-Bains
- 1955

Criterium di Lione
Criterium di Seilles
Criterium di Frameries
- 1956

Criterium di Lione
- 1957

Classifica punti al Tour de France 1957
Grand Prix de Ravennes (cronosquadre)
Criterium di Brest
- 1958

2ª tappa 1ª semitappa Grand Prix Marvan (cronosquadre)
Grand Prix de la Soierie - Charlieu (derny)
Criterium di Chauffailles
Criterium di Nantua
Criterium di Saint Claud
- 1959

Cazes-Mondenard (criterium)
Criterium di La Résie (con Robert Desbats)
Criterium di Magdelein-sur-Tarn
Criterium di Villemur
- 1961

Grand Prix du Parisien (cronosquadre)
Criterium di Juliénas
Criterium di Villefranche-sur-Marne
Criterium di Saint-Hilaire du Harcouet
- 1962

3ª tappa, 1ª semitappa Parigi-Nizza (Étang du Plessis, cronosquadre)
Grand Prix de la Soierie - Charlieu (derny)
Criterium di Saint-Juinien
- 1965

Criterium di Bassoues-d'Armagnac

## Piazzamenti

### Grandi Giri
- Tour de France

1953: 39º
1954: 27º
1955: 32º
1956: 12º
1957: 4º
1958: ritirato (2ª tappa)
1959: 34º
1960: ritirato (2ª tappa)
1961: 35º
1962: 36º

### Classiche monumento
- Milano-Sanremo

1958: 10º
1960: 27º
1961: 26º
1964: 9º
- Giro delle Fiandre

1956: vincitore
1957: 21º
1958: 20º
- Parigi-Roubaix

1955: vincitore
1956: 3º
1958: 5º
1960: 4º
1961: 54º
1962: 8º
- Liegi-Bastogne-Liegi

1956: 9º
- Giro di Lombardia

1956: 12º
1957: 30º
1958: 27º
1959: 27º
1960: 29º

### Competizioni mondiali
- Campionati del mondo

Solingen 1954 - In linea: 8º
Copenaghen 1956 - In linea: ritirato
Waregem 1957 - In linea: 23º
Reims 1958 - In linea: 5º